# Сельское поселение «Маргуцекское»
Се́льское поселе́ние «Маргуцекское» — муниципальное образование в Краснокаменском районе Забайкальского края Российской Федерации.
Административный центр — село Маргуцек.

## История
Статус и границы сельского поселения установлены Законом Читинской области от 19 мая 2004 года «Об установлении границ, наименований вновь образованных муниципальных образований и наделении их статусом сельского, городского поселения в Читинской области».

## Население
| 2010  | 2011  | 2012  | 2013  | 2014  | 2015  | 2016  |
| ----- | ----- | ----- | ----- | ----- | ----- | ----- |
| 1215  | ↘1210 | ↘1205 | ↘1178 | ↘1143 | ↘1121 | ↘1103 |
| 2017  | 2018  | 2019  | 2020  | 2021  |       |       |
| ↘1092 | ↘1066 | ↘1039 | ↘1016 | ↘765  |       |       |

## Состав сельского поселения
| № | Населённый пункт | Тип населённого пункта       | Население |
| - | ---------------- | ---------------------------- | --------- |
| 1 | Маргуцек         | село, административный центр | ↘765      |